# 席安娜·韋斯特
席安娜·韋斯特（英語：Sienna West，1977年11月6日—），美國女色情演員和活動家，本名薇蘿妮卡·特謝拉·嘉西亞·溫斯托克（英語：Veronica Teixeira García Weinstock）。於2006年開始進入成人業時，她才29歲。韋斯特是白人，其父母是來自烏拉圭，她本身是第二代的直系後裔。
2011年，她參與了電影《好萊塢性戰》（Hollywood Sex Wars）演出。

## 榮譽
- 2008：AVN獎-熟女收藏/熟女之星（提名）[1]
- 2008：CAVR獎-年度熟女收藏（提名）[2]
- 2007：亞當電影世界獎-年度熟女收藏（榮獲）[3]

## 圖集

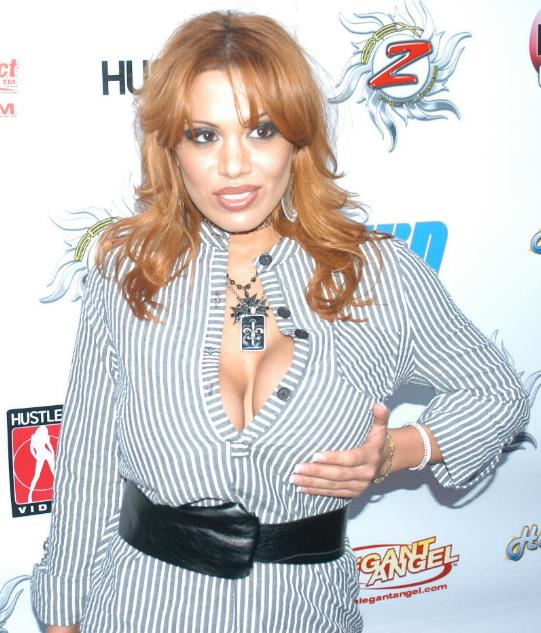
韋斯特於2007年4月在Hunter CARE慶典上
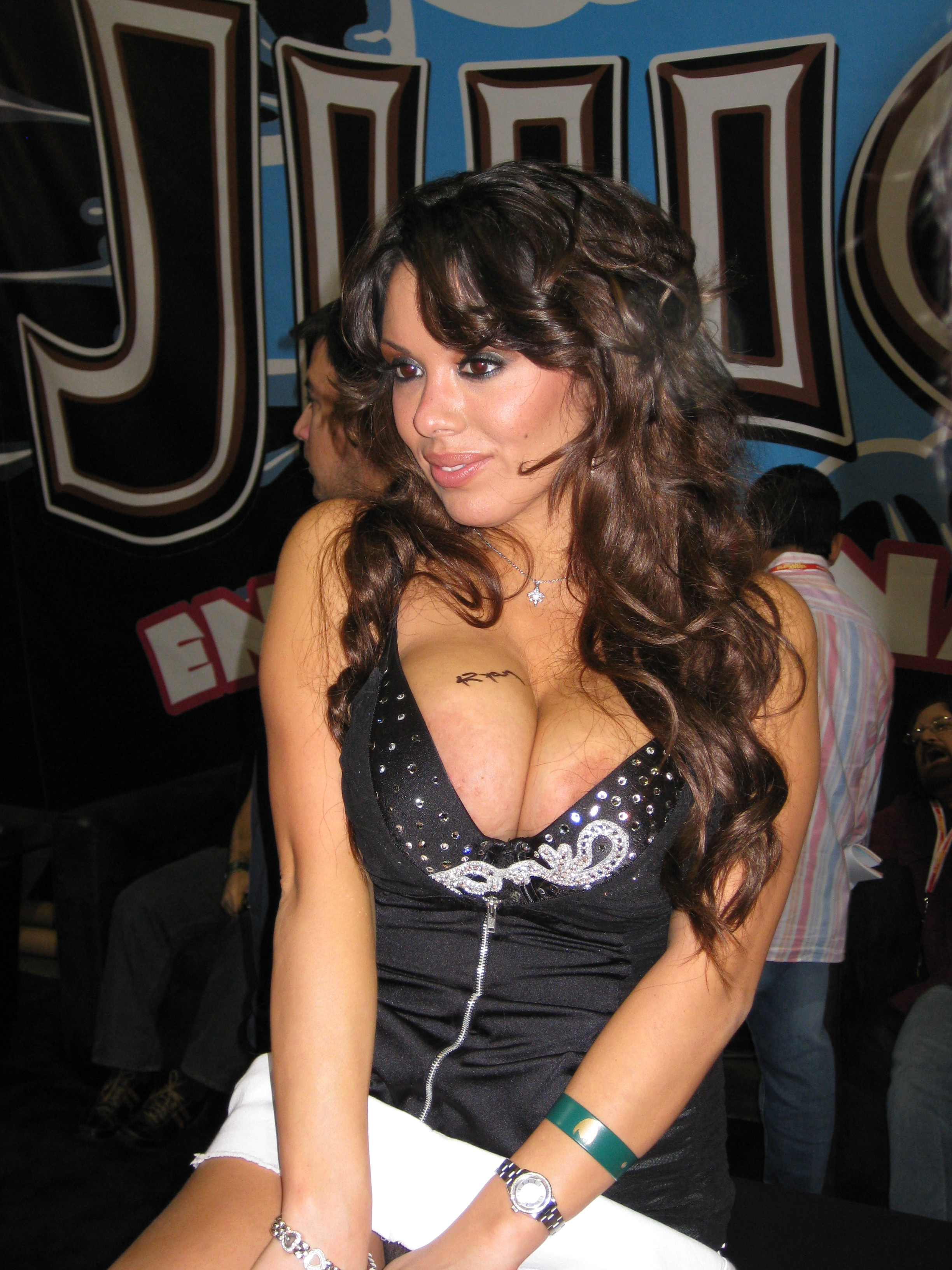
韋斯特於2008年的AVN成人娛樂博覽會上
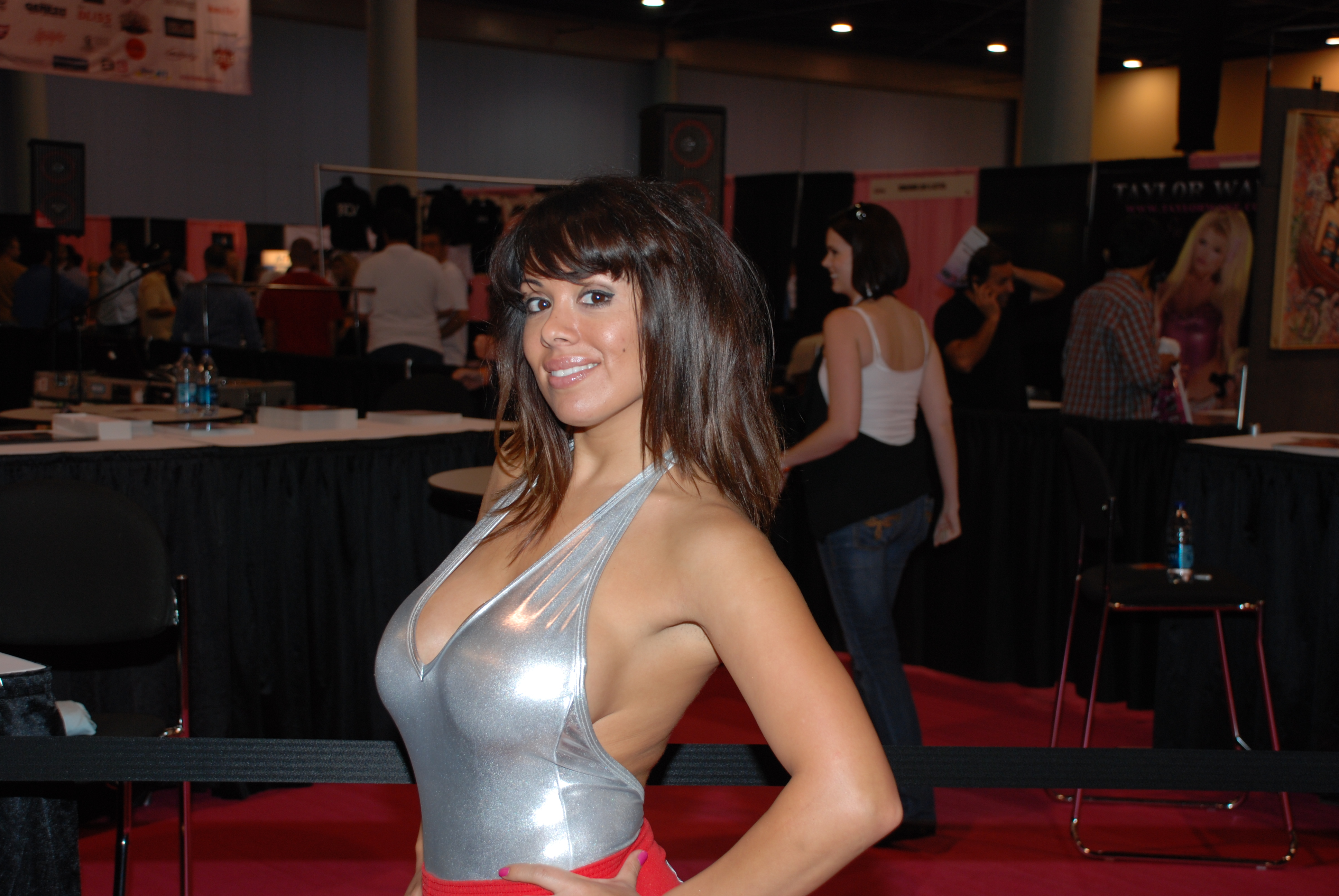
韋斯特於2009年在邁阿密的Exxxotica上

## 外部連結
- Sienna West en freeones
- Filmography of Sienna West （页面存档备份，存于）
- Sienna West Profile （页面存档备份，存于）